# 피터 클라쇼스트

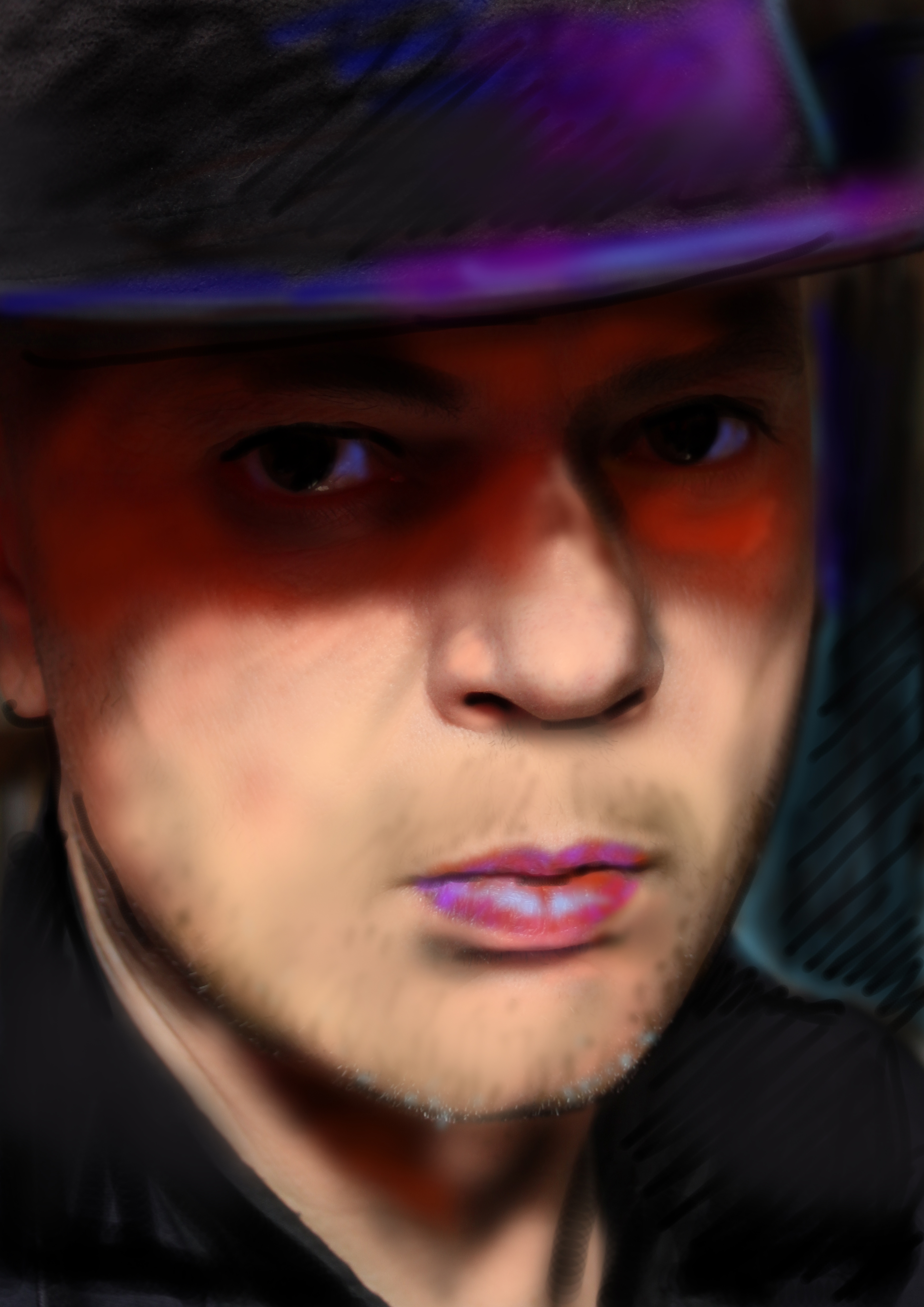
자화상

피터 클라쇼스트(Peter Klashorst, 본명: Peter van de Klashorst, 1957년 2월 11일 ~ 2024년 9월 11일)은 네덜란드의 화가, 조각가, 사진작가였다.

## 생애
클라쇼스트는 항상 암스테르담 슈피스트라트의 타박스판덴에 기반을 두고 있었다. 하지만 방콕, 몸바사, 프놈펜과 같은 도시에서도 작품을 제작했다.
2011년에 1975년부터 1979년까지 캄보디아에서 일어난 크메르 루즈의 테러와 대량 학살의 희생자들을 기리기 위해 이전 크메르 루즈 교도소였던 S21 투올 슬랭에서 자신의 마지막 자체 조직 쇼 중 하나를 열었다. 클라쇼스트는 약 50점의 그림으로 인상적이고 때로는 매우 대립적인 세트를 만들었다. 이 쇼는 전 세계적으로 주목을 받았다(뉴욕 타임스 및 헤럴드 트리분).
클라쇼스트는 2024년 9월 11일 67세의 나이로 암스테르담에서 림프종으로 사망했다. 사망 당시 그는 수년 동안 HIV에 시달렸다.

## 작품

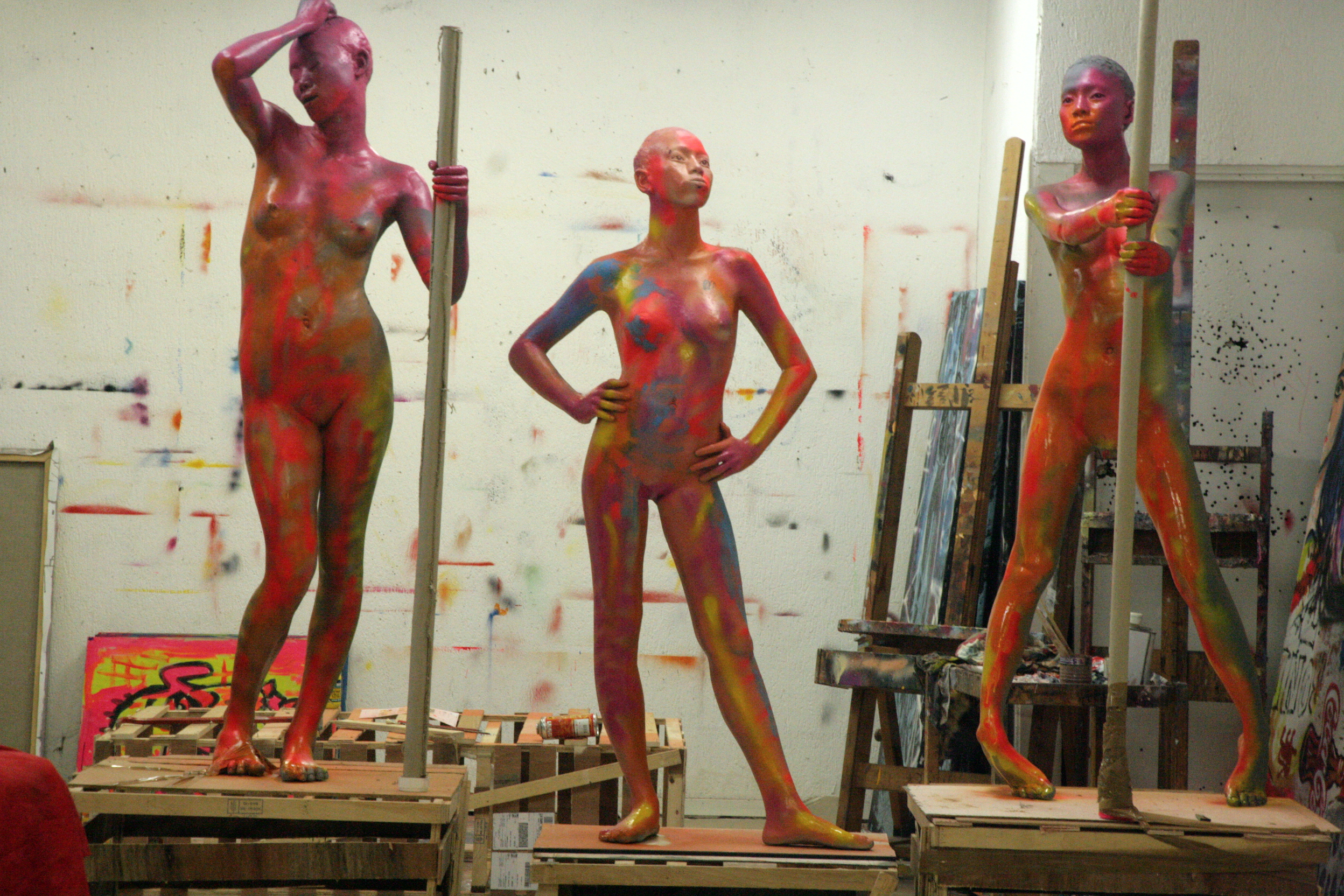
Heaven above
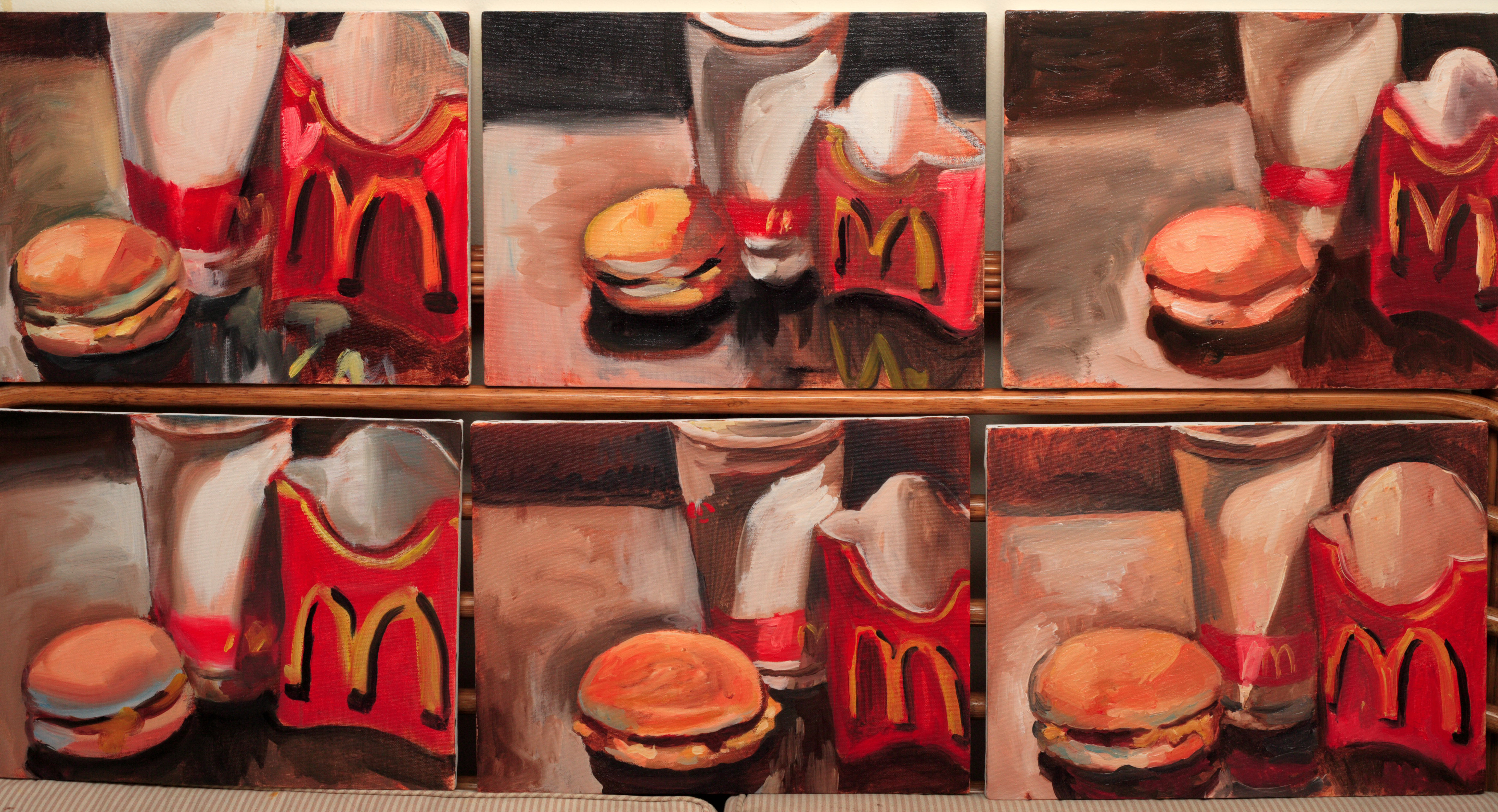
Find the differences
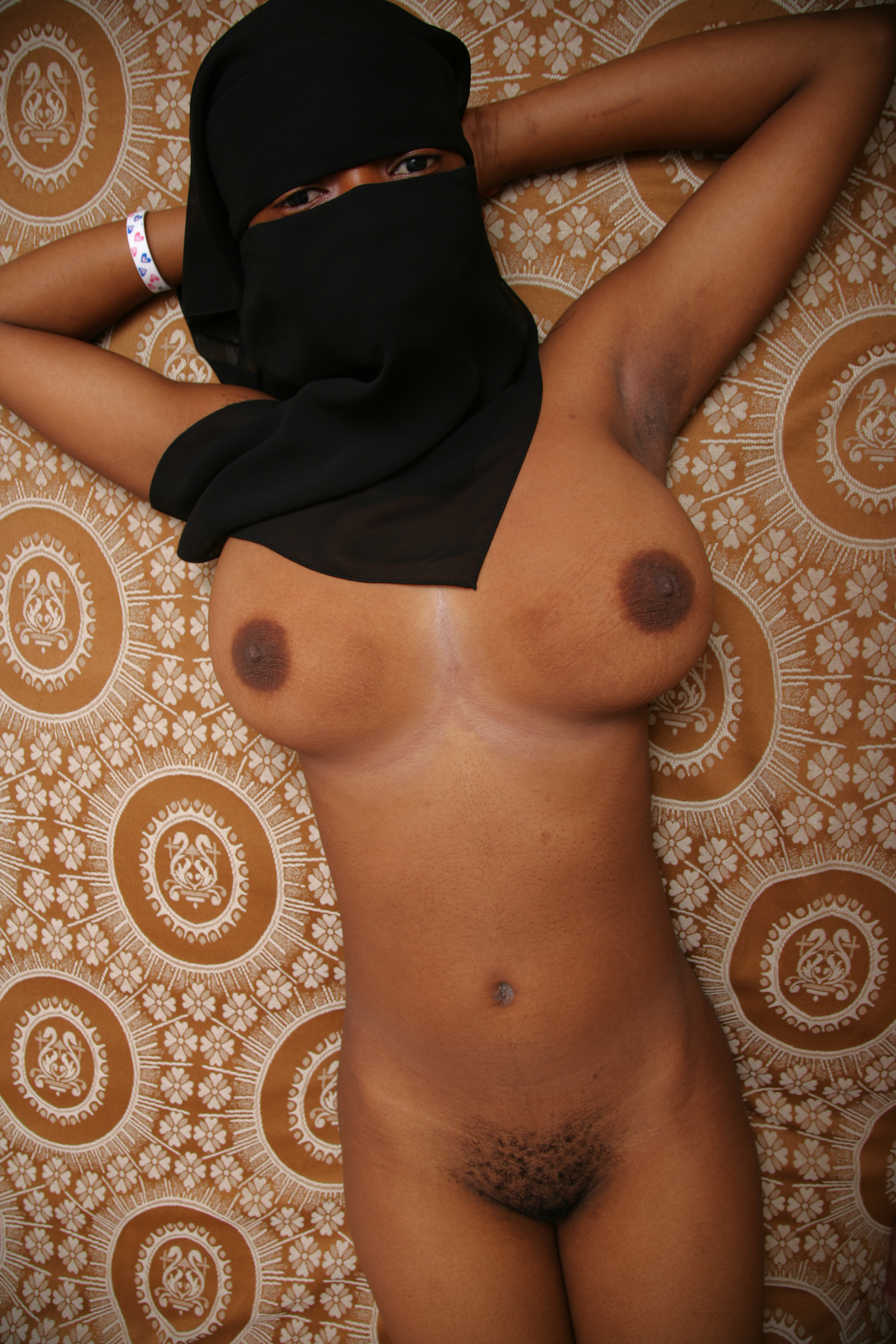
Gesluierd
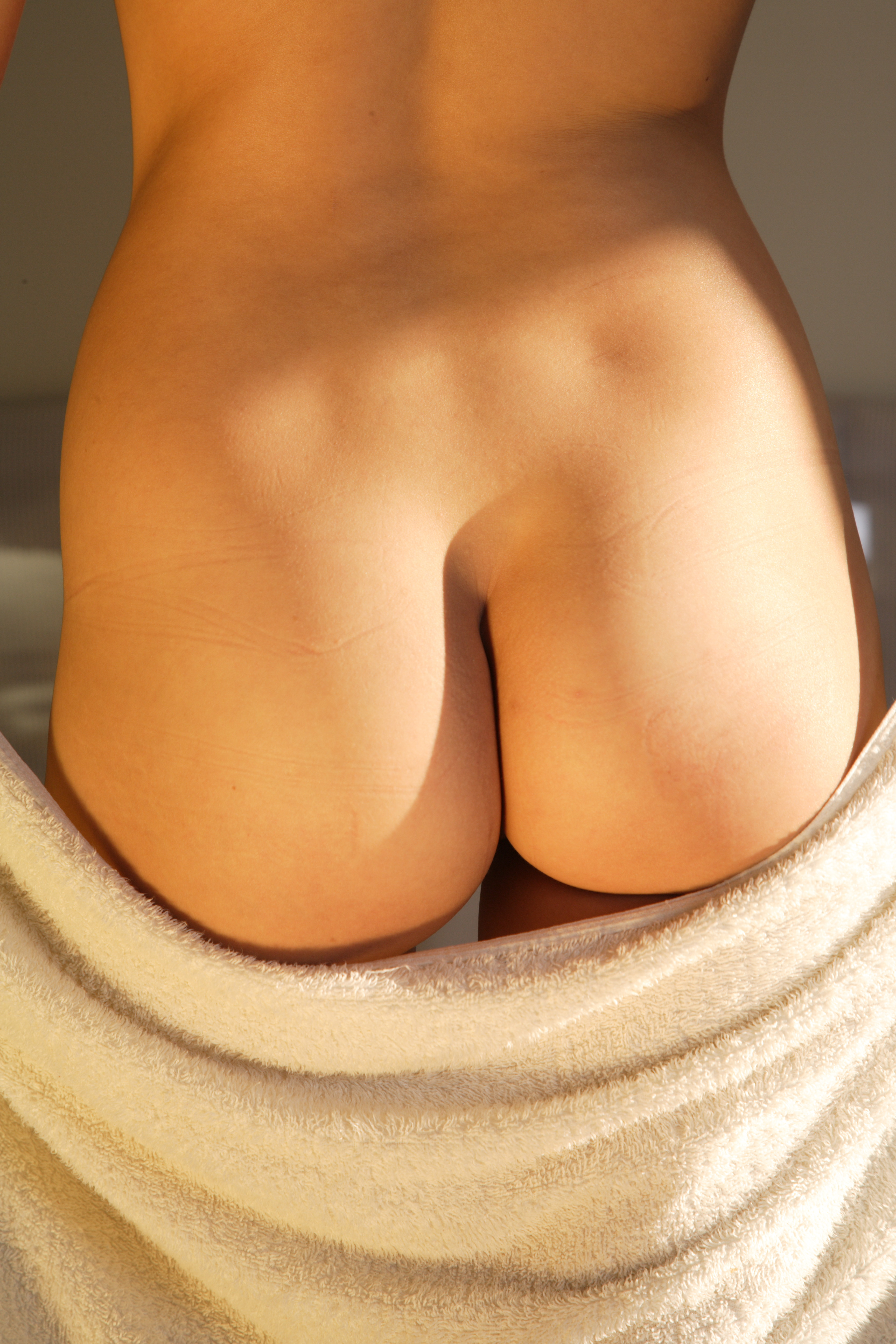
Delicious female buttocks